# Louise Martini

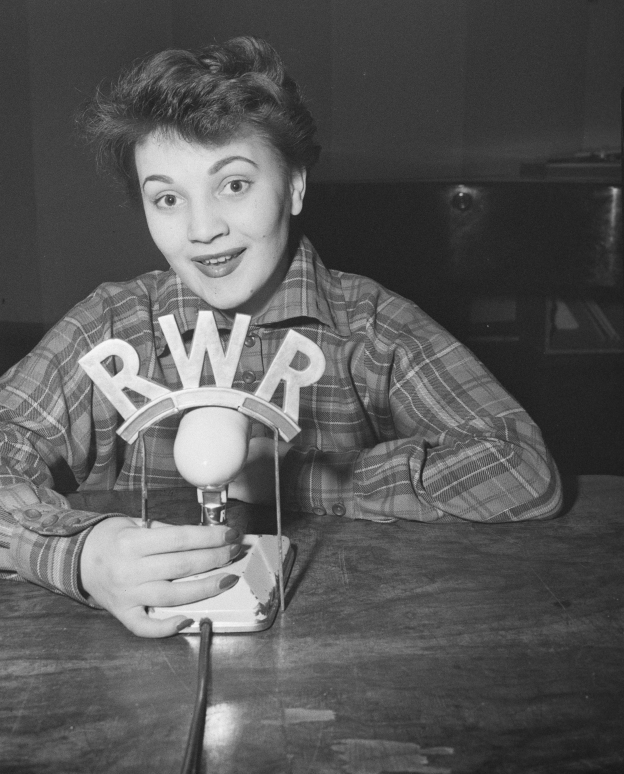
Louise Martini im Studio des Senders Rot-Weiß-Rot (1952)

Louise Martini (eigentlich Marie-Louise Chiba, verehelichte Schwarz; * 10. November 1931 in Wien; † 17. Jänner 2013 ebenda) war eine österreichische Schauspielerin und Radiomoderatorin.

## Leben
Sie war die Tochter eines Beamten in Wien, wo sie das Realgymnasium besuchte. Die Liebe zum Theater entdeckte Louise Martini, die den Geburtsnamen ihrer Mutter zu ihrem Künstlernamen machte, als sie mit zwölf Jahren in einer Schulaufführung das Lottchen in Ferdinand Raimunds Der Bauer als Millionär spielte. Bereits vor Ende ihrer Schulzeit begann sie am Max-Reinhardt-Seminar ihre Schauspielausbildung, die sie ein Jahr nach ihrer Matura abschloss. Ihr erstes Engagement erhielt sie 1950 am Kleinen Theater im Konzerthaus, dann spielte sie am Wiener Volkstheater, an Michael Kehlmanns Kellertheater, am Theater in der Josefstadt und an der Volksoper.
Ab 1956 war sie Mitglied der heute als Namenloses Ensemble bekannten Kabarettgruppe, der auch Gerhard Bronner, Helmut Qualtinger, Carl Merz, Peter Wehle, Georg Kreisler und Michael Kehlmann angehörten. Sie trat bei den Salzburger Festspielen und bei den Bregenzer Festspielen auf. Von Beginn an war Martini ab 1957 Moderatorin der Radiosendung Autofahrer unterwegs.
1962 übersiedelte sie nach München und feierte dort in dem Musical Irma La Douce Erfolge. Später war sie Ensemblemitglied am Deutschen Schauspielhaus in Hamburg, an den Münchner Kammerspielen und am Münchner Residenztheater. Ihre erste Fernsehrolle spielte sie 1963 unter der Regie von Ludwig Cremer in Spiel im Morgengrauen. Einem breiten Publikum wurde Martini vor allem durch ihre zahlreichen Fernsehauftritte bekannt, mit prominenten Rollen in Serien, wie etwa in Das Traumschiff, Derrick, Der Kommissar, Tatort, Kottan ermittelt und Ein Fall für zwei. Bei der Spielshow Dalli Dalli war sie Mitglied der Jury. Stets blieb sie aber auch dem Hörfunk treu und wirkte als Sprecherin in weit über 100 Hörspielen mit.
Ab 1968 wohnte sie wieder in Wien, und zwar in der Wohnanlage, die seit September 1989 Helmut-Qualtinger-Hof heißt, und moderierte 17 Jahre lang im dritten Hörfunkprogramm Ö3 des Österreichischen Rundfunks (ORF) die wöchentlichen Sendungen Mittags-Martini und Martini-Cocktail. Sie war wiederholt auch Gastgeberin der Talkshow Club 2.
Nach langer Wiener Bühnenabsenz holte Felix Dvorak Martini 1997 für die Rolle der Valerie in seiner Inszenierung von Horváths Geschichten aus dem Wiener Wald am Stadttheater Berndorf. Verbunden war Martini dem Theater in der Josefstadt, zu dessen Ensemble sie bis zuletzt gehörte. Ihr 60-Jahre-Bühnenjubiläum feierte die Schauspielerin 2009 unter dem Titel Nylons, Swing und Chesterfield mit Ausschnitten aus ihrer Karriere in den Kammerspielen.
Louise Martini erhielt zahlreiche Auszeichnungen, u. a. die Goldene Kamera (1978), die Goldene Ehrenmedaille der Stadt Wien (1987), den Johann-Nestroy-Ring (1997) und das Goldene Wiener Ehrenzeichen (2006). 1998 erschien ihr Buch Ein O für Louise – Wien in den 50er Jahren.
Daneben machte sich Martini auch als Diseuse einen Namen, so zu hören auf der Schallplatte Frivolitäten – 10 Diseusen – 10 Chansons von Polydor.
Nach ihrer ersten Ehe mit dem Vibraphonisten Bill Grah war sie von 1966 bis zu dessen Tod 2004 mit dem Regisseur Heinz Wilhelm Schwarz verheiratet, der zahlreiche Chansontexte für sie schrieb. Louise Martini starb in der Nacht vom 16. zum 17. Januar 2013. Am 4. Februar fand in der Feuerhalle Simmering die Trauerfeier statt; ihre Urne wurde im engsten Familienkreis auf dem Friedhof in Anif beigesetzt.
Im Jahr 2014 wurde in Wien-Landstraße (3. Bezirk) die Louise-Martini-Straße nach ihr benannt.

## Filmografie(Auswahl)
- 1956: Wenn Poldi ins Manöver zieht (Manöverzwilling)
- 1958: Man ist nur zweimal jung
- 1960: Meine Nichte tut das nicht
- 1962: Der kleine Lord
- 1963: Die endlose Nacht
- 1963: Zwei Whisky und ein Sofa
- 1963: Spiel im Morgengrauen (Fernsehfilm)
- 1966: Der Fall Mata Hari (Fernsehfilm)
- 1967: Das Kriminalmuseum – Die Telefonnummer
- 1968: Professor Columbus
- 1969: Sag’s dem Weihnachtsmann (Fernsehfilm)
- 1969: Schwester Bonaventura
- 1969: Spion unter der Haube
- 1970: Deep End
- 1970: Der Fall Regine Krause
- 1971: Der Kommissar – Der Moormörder
- 1972: Hamburg Transit – Endstation Fuhlsbüttel
- 1972: Tatort – Münchner Kindl
- 1973: Alfie (Fernsehfilm)
- 1974: Gift-Affäre (Fernsehfilm)
- 1975: Der Kommissar – Die Kusine
- 1976: Lobster – Blut
- 1976: Inspektion Lauenstadt – Ein Herr aus Hamburg
- 1976: Inspektion Lauenstadt – Der achte Einbruch
- 1976: Kottan ermittelt – Hartlgasse 16a
- 1977: Tatort – Himmelblau mit Silberstreifen
- 1978: Derrick – Die verlorenen Sekunden
- 1978: Polizeiinspektion 1 – Auf den Hund gekommen
- 1979: Balthasar im Stau (Fernsehfilm)
- 1979: Santa Lucia
- 1980: Polizeiinspektion 1 – Die unangenehme Sache mit Berndi
- 1982: Derrick – Ein unheimliches Erlebnis
- 1983: Das Traumschiff: Amazonas
- 1983: Die Krimistunde (Fernsehserie, Folge 6, Episode: „Die Abrechnung“)
- 1983: Ein Fall für zwei (Fernsehserie, Folge 20, Episode: „Die große Wut des kleinen Paschirbe“)
- 1986: Die Stunde des Léon Bisquet
- 1986: Irgendwie und Sowieso
- 1988: Ein Fall für Zwei (Fernsehserie, Folge 60, Episode: „Caesars Beute“)
- 1988: Jakob und Adele – Kurerlebnisse
- 1989: Ein Heim für Tiere (Fernsehserie, eine Folge)
- 1989: Mit Leib und Seele
- 1990: Der Alte: Der Nachfolger
- 1991: Das Traumschiff: Disney World
- 1991: Ilona und Kurti
- 1993: Bistro, Bistro (Fernsehserie)
- 1993: Rosamunde Pilcher: Stürmische Begegnung
- 1996: Der Schattenmann (Fernsehmehrteiler)
- 1997: Qualtingers Wien
- 2005: Daniel Käfer – Die Villen der Frau Hürsch (Fernsehfilm)
- 2007: Der Bulle von Tölz: Wiener Brut

## Hörspiele (Auswahl)
- 1969: Dylan Thomas: Unter dem Milchwald – Regie: Raoul Wolfgang Schnell (Hörspiel – BR/WDR)
- 1982: Louis-Benoît Picard, Friedrich Schiller: Der Parasit – Regie: Ferry Bauer (Hörspielbearbeitung – ORF Oberösterreich)
- 1980 und 1982: Rolf und Alexandra Becker: Die Experten. Ein Kriminalfall wie manch anderer (8 Folgen) – Regie: Walter Netzsch (Original-Hörspiel – BR)
- 2002: Werner Schwab: Volksvernichtung oder meine Leber ist sinnlos – Regie: Annette Kurth (WDR)

## Auszeichnungen
- 1978: Goldene Kamera
- 1986: Goldene Ehrenmedaille der Bundeshauptstadt Wien
- 1997: Nestroy-Ring
- 2006: Goldenes Ehrenzeichen des Landes Wien
- 2011: Österreichischer Kabarettpreis – Sonderpreis